# Dispositivo de apertura automática
El Dispositivo de Apertura Automática (en inglés Automatic Activation Device) es un aparato de seguridad pasiva que se emplea en paracaidismo para abrir el contenedor del paracaídas del saltador en caso de que este se encuentre inconsciente, herido, desorientado, o a una altura por debajo del límite seguro de apertura del equipo. Puede basar su funcionamiento en sistemas de medición mecánicos, electrónicos, simples o múltiples para garantizar su fiabilidad de operación. Emplean diversos métodos de apertura del contenedor del paracaídas, como el secciona miento de la coca de cierre, la tracción mecánica, o accionada pirotécnicamente, de la aguja de cierre del mismo. Se puede colocar en bolsillos suplementarios en diversas partes del sistema de arnés-contenedor, o instalarse dentro del contenedor de la campana de reserva. Su empleo permite realizar, dependiendo de la misión, el traspaso de fuerza del drogue a la campana principal, la apertura del paracaídas principal; de la campana de reserva o de ambos si hay varios AAD colocados en un mismo sistema de arnés-contenedor.

## Historia
Los hermanos Doronin, Nikolay (1903-1980), Vladímir (1910-1986) y Anatoly (1912-1957) Dmitrievich, nacieron en Siberia, en la región de Kimiltey.
Su padre los envió a Moscú a estudiar; Nikolay y Anatoly fueron al Instituto de Ingeniería de Transporte y Vladímir fue a la Facultad de Construcción Aeronáutica de Moscú, en donde compartiría habitación con Mijaíl Yángel, un futuro científico de renombre mundial. El destino uniría a los Hermanos con la Aviación a partir de entonces.
En marzo de 1936, durante su estancia en la residencia, la radio comunicaba la triste noticia de la muerte de 2 famosas paracaidistas, Tamara Ivanova y Lyuba Berlin. Las saltadoras habían abierto sus paracaídas demasiado bajos en un salto de caída libre. El gobierno de la URSS declaró una competición en 1936 para otorgar un premio a quien inventase un sistema que abriese el paracaídas automáticamente. Sabedores de que durante su infancia habían realizado numerosos proyectos, decidieron inscribirse en el evento.
El Museo Politécnico permitió a los Hermanos estudiar los métodos de construcción de los paracaídas; el Instituto de Ingeniería del Transporte dio permiso para utilizar los talleres de enseñanza, las máquinas, los instrumentos y los materiales, y ellos realizaron las pruebas del aparato en condiciones de temperaturas extremas, bajo condiciones científicas de investigación en el instituto.
El 24 de junio de 1936, Nata Babushkina murió al abrir demasiado bajo durante un salto de exhibición. Testigos presentes en el lugar del accidente indicaron que abrió la campana a aproximadamente 40 m del suelo, por lo que el paracaídas no pudo inflarse completamente. Sobrevivió al aterrizaje y fue llevada a un hospital, donde fue intervenida de urgencia en dos ocasiones, falleciendo 72 horas después, a consecuencia de las heridas sufridas.
Tras dos años de trabajo, en 1938, el dispositivo de los Doronin fue aceptado por la Comisión Estatal Especial, creada para realizar la prueba de los aparatos, en la que participaban científicos reconocidos, especialistas en el campo de la aerodinámica, construcción de aviones, representantes de las fábricas de paracaídas, etc., hasta totalizar más de 300 propuestas. El Ingeniero Yangel les había alentado a que probaran el aparato bajo las condiciones más extremas, por lo que presentaron ante el Jurado un pequeño, pero robusto y fiable aparato.
Los paracaidistas de pruebas Romanyuk, Amintaev y Gulnik fueron los encargados de realizar las pruebas de salto del aparato, que recibió la denominación oficial de PPD-1 (Parashyut Pribor Doroninikh-1, Equipo de Paracaidistas Doronin Número 1).
Poco después de la tragedia citada anteriormente, el ingeniero Leonid Savichev comenzó las labores de diseño de un aparato que empleaba un sensor barométrico con cápsula aneroide como elemento principal de accionamiento. Dicho aparato permitía ajustar la presión sobre la zona de salto (o cualquier otro valor) y la altura de apertura deseada, independientemente de la altura de salto. El instrumento fue denominado PAS-1 (Parashut Avtomat Savichev-1, equipo de accionamiento automático de paracaídas de Savichev nº1) y entró en servicio el 10 de octubre de 1940. Dicho avance permitió, por primera vez en el mundo, la posibilidad real de realizar un salto, sin importar que el piloto de la aeronave volase a la altura de lanzamiento preestablecida, pues el sensor incorporado a la cápsula aneroide activaría la apertura de los mecanismos de acción al pasar por los valores de presión atmosférica determinados, sin importar que el avión volase más alto, o más bajo.
A mediados de la Segunda Guerra Mundial, Inglaterra y Estados Unidos dotaron a las tripulaciones de bombarderos de paracaídas equipados con equipos de activación automática que se activaban a 14000 pies, unos 4267 metros, empleando el concepto de Savichev, gracias al acuerdo de transferencia de tecnología entre el Reino Unido y la URSS, pasando, posteriormente, a los Estados Unidos, vía Inglaterra.
Los aparatos PPD-2 y PAS-1 fueron empleados por la Fuerza Aérea Soviética para lanzar paracaidistas en operaciones en el Frente del Este, como elemento de seguridad. También se usaron en misiones de abastecimiento aéreo para unidades del Ejército Rojo, milicias y grupos de partisanos, utilizando los aparatos para realizar el lanzamiento a una altitud fuera del alcance de las defensas antiaéreas del enemigo y realizar la apertura de las campanas de sustentación a la altura marcada. En las misiones de reabastecimiento aéreo se emplearon en conjunción con los liberadores de campana modelo AR-1, diseñados por los Hermanos Doronin, que evitaban que una racha de viento destruyese la preciada carga, como medicamentos o vehículos, tras el aterrizaje de la plataforma de lanzamiento.
Una vez acabada la Segunda Guerra Mundial el Ministerio de Material de la URSS emitió una orden de unificación de los citados aparatos de apertura automática para evitar competencias entre compañías y tratar de evitar la remota posibilidad de entrada en servicio de un aparato defectuoso, por lo que se procedió a, en primera instancia, incorporar a Savichev en la plantilla de la factoría 2MPZ, trabajando conjuntamente con los hermanos Doronin y, acto seguido, retirar los PPD-2 y PAS-1 en 1949, siendo reemplazados por los siguientes equipos AAD:
- PPD-10, que fue el último miembro de la familia de aparatos cronométricos PPD, permitiendo realizar saltos en caída libre al permitir fijar un intervalo de apertura de hasta 10 segundos y empleándose hasta principios de los años cincuenta.
- KAP-1, equipo cronobarométrico diseñado para cumplir los requisitos de la Fuerza Aérea Soviética.
- KAP-2, dispositivo cronobarométrico que se hizo bajo los requerimientos de las VDV soviéticas.
- KAP-3, aparato cronobarométrico desarrollado sobre la base de la experiencia de los diseñadores y para cumplir con diversos requisitos, entre ellos el entrenamiento del personal de la DOSAAF.
- AD-3, que era un dispositivo cronométrico para realizar la transferencia de sustentación del drogue estabilizador a la campana principal en un típico “lanzamiento automático soviético”.

## Modo de funcionamiento del AAD
El modo de operación de dicho dispositivo se basa en el empleo de un sensor, o grupo de ellos, para recabar parámetros externos. Dicho sensor, o grupo, dispone de unos valores predeterminados por el fabricante, o modificables por el usuario. Algunos dispositivos disponen de seguros de armado para prevenir activaciones a altitudes demasiado bajas para la seguridad del saltador. Si durante la fase de caída libre del paracaidista el sensor detecta uno o varios valores que no corresponden con los predeterminados, iniciará el proceso de apertura, retirando una serie de seguros, a modo de interruptores de conexión, dando vía libre al accionamiento del elemento tractor, o cortador, lo que procederá a realizar la apertura del contenedor del modo en que dicho dispositivo haya sido diseñado.
Los dispositivos de activación se agrupan en 2 clases, dependiendo del sensor que incluyan y tienen 2 modos de realizar la apertura del contenedor del paracaídas.
Dependiendo del sensor que incluya, los AAD pueden encuadrarse en:

## Sensores de accionamiento mecánico
- FXC 12000 y 12000-25
- FXC 2101
- Irvin FF-2 Hitefinder y FF-2S
- L.J. Engineering AR-2
- L.J. Engineering WAR-2
- 2MPZ ACh-1,2
- 2MPZ AD-3UD
- 2MPZ AD-3U
- 2MPZ KAP-3, KAP-3M, KAP-3P (Y modelos fabricados bajo licencia en Polonia y la antigua Checoslovaquia).
- 2MPZ PPK-U (-165, -240,-277, -405, -424, -575, U-Gr, totalizando 32 modelos).
- 2MPZ PPK-1M

## Sensores de accionamiento cronométrico
Fueron los primeros en ser utilizados en serie. Diseñados por los Hermanos Doronin, a finales de 1938, empleaban como elemento de accionamiento un cronómetro, regulable dependiendo del modelo y aparato, que se acciona al liberar un fiador. Al transcurrir el lapso predeterminado, se inicia una secuencia mecánica que libera la tensión de un resorte actuador, promoviendo la apertura del contenedor por tracción de la aguja de cierre del mismo. Dichos aparatos eran rudimentarios, pero resistentes y fiables. No poseían seguro alguno y siempre se traccionaba de la aguja de cierre del contenedor. Una vez iniciada la secuencia, solo se podía parar volviendo a introducir el fiador en su sitio antes de que acabase el lapso previsto. Ejemplos de esa primera fase de evolución fueron los ППД-1 (PPD-1: Parashut Pribor Doronin-1, Equipo de Accionamiento de Paracaídas de los hermanos Doronin nº1) que permitía un margen de accionamiento comprendido entre 0-180 segundos. Al comenzar la Segunda Guerra Mundial, los soviéticos ya lo tenían en servicio en sus fuerzas paracaidistas. El último modelo cronométrico de la saga Doronin fue el ППД-10 (PPD-10, que permitía realizar caída libre y había mejorado los problemas de extracción del fiador, al reemplazarse el modelo rígido por uno flexible, el famoso “Gusanillo”, a partir del modelo PPD-2).
Actualmente dicho sistema se sigue empleando en aparatos como los AD-3U, AD-3UD y la serie ACh de la firma rusa 2MPZ, aunque en saltos de apertura “automática” estilo soviético y sistemas de emergencia de pilotos de aeronaves.

## Sensores de accionamiento barométrico

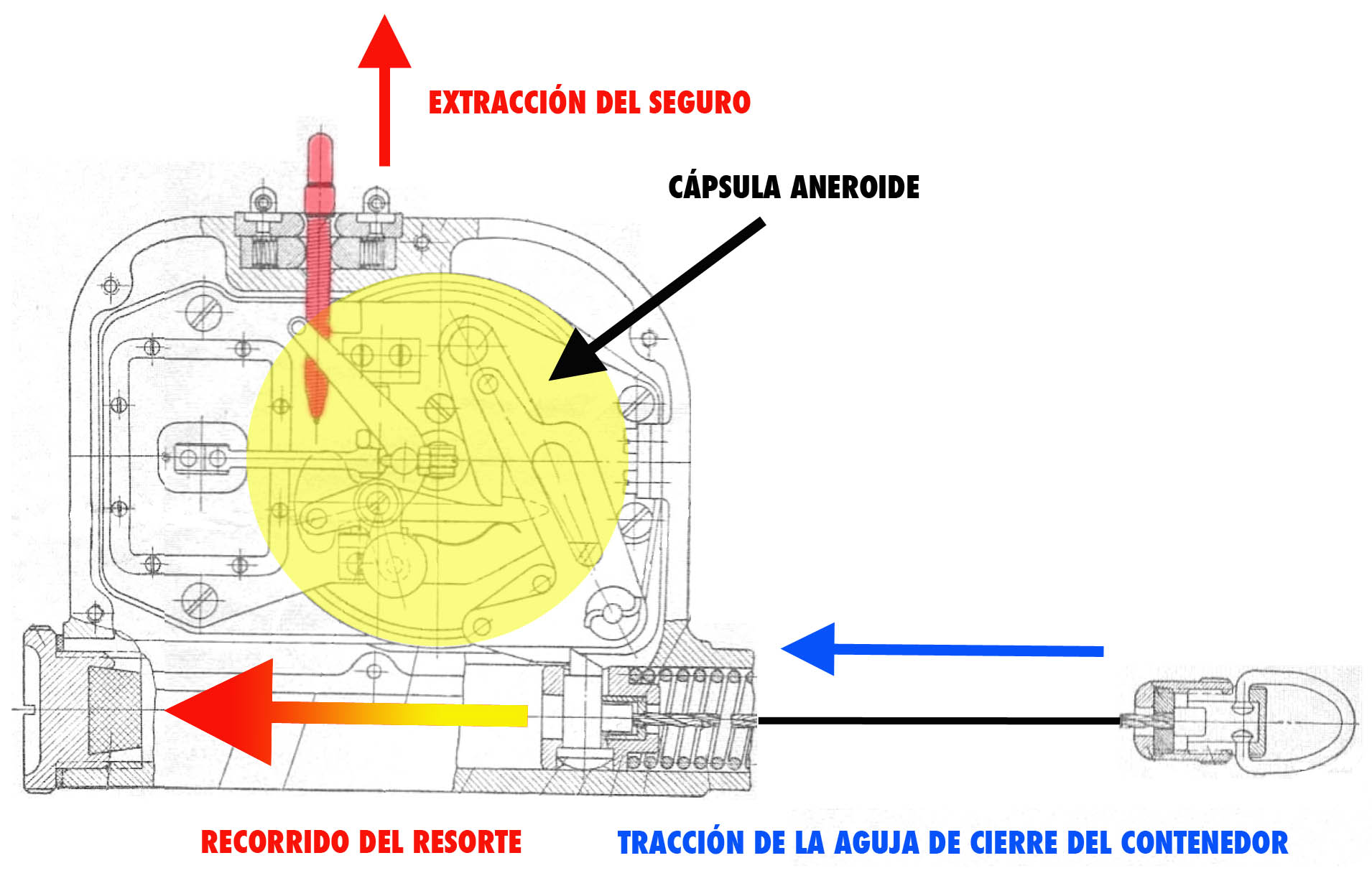
Diagrama del sistema de accionamiento barométrico del aparato PAS-1

A continuación del PPD-1 y PPD-1, en octubre de 1940, Leonid Vladimirovich Savichev comenzó los trabajos de diseño del ПАС-1 (PAS-1: Parashut Avtomat Savichev-1, Equipo de Accionamiento Automático de Paracaídas de Savichev nº1), introduciendo un sensor barométrico que funcionaba con la diferencia de volumen de una cápsula aneroide. Sobre la base de la diferencia de presión atmosférica se pueden establecer unas tablas y cálculos para la activación del dispositivo cuando pase por los valores previamente marcados, por lo que era posible ajustar la presión sobre la zona de salto (o cualquier otro valor) y la altura de apertura deseada, independientemente de la altura de salto. Un ejemplo para entenderlo fácilmente. Si el piloto lanza, por error, a una patrulla de saltadores a 1000 m, en vez de hacerlo a 2000, como tenía previsto, o si los lanza a 3000, los equipos no abrirían con el error del piloto, como los cronométricos, sino que lo harían a la presión previamente marcada, sin importar a qué altura se efectúe el lanzamiento.

## Sensores de accionamiento derivados y mixtos
Son equipos que llevan incorporado más de un sensor, para garantizar que los parámetros de activación estén dentro de los valores señalados como “de emergencia”.

## Sensores de accionamiento cronobarométrico

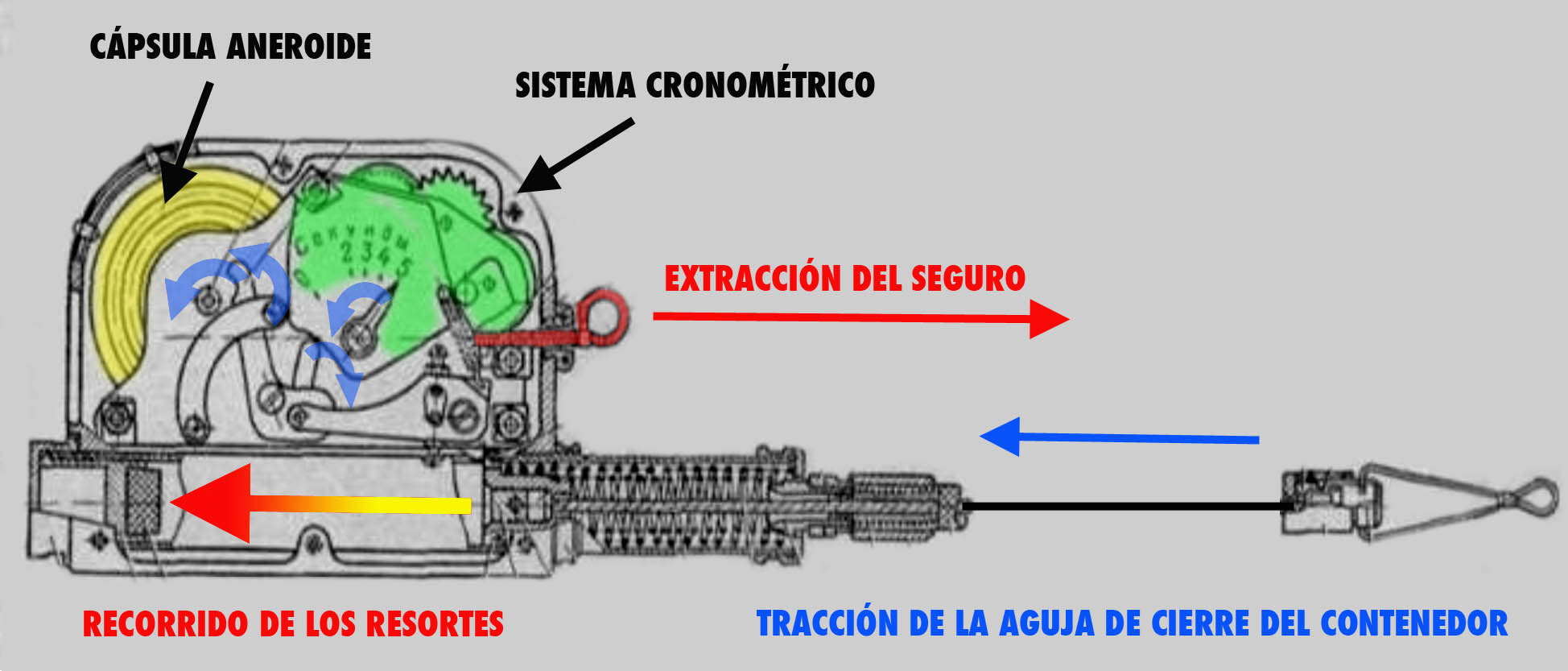
Diagrama del sistema de accionamiento cronobarométrico del aparato KAP-3

Como los modelos KAP, PPK, KPA y el Irvin Mk 10B. Emplean un sensor de cápsula aneroide como elemento principal de activación, apoyado por un sistema cronométrico, graduable o predeterminado, según cada fabricante. Al pasar por los valores de activación, el sensor de la cápsula aneroide quita el fiador y el sensor cronométrico inicia su mecanismo. Al acabar el lapso de tiempo, se liberan los seguros y el resorte, o resortes quedan liberados para moverse por su tubo guía, traccionando del cable de la aguja de cierre del contenedor.
Se suelen utilizar para realizar la apertura de contenedores de sistemas de paracaídas, principales, de reserva y de emergencia, apertura de contenedores de cargas y sistemas de escape de aeronave o espaciales.

## Sensores de accionamiento barométrico con sensor de tasa de caída

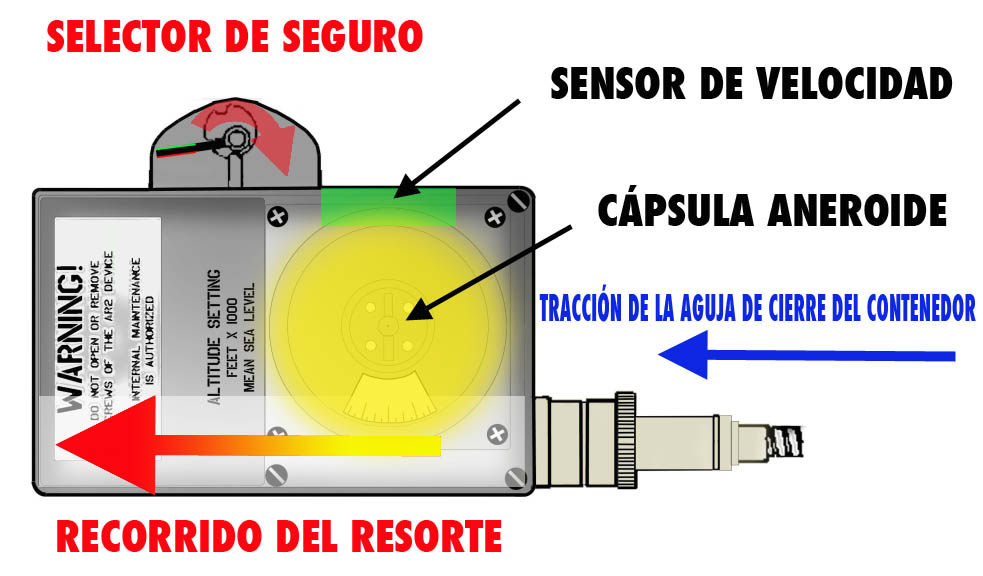
Diagrama de accionamiento por combinación de sensores barométrico y de velocidad en un aparato AR-2

Como los modelos FXC, Irvin FF-2, L.J. AR-2 y WAR-2. Emplean un sensor de cápsula aneroide como elemento principal de activación, apoyado por un sistema de medición de velocidad de la masa de aire. Se suelen utilizar para realizar la apertura de contenedores de sistemas de paracaídas, principales, de reserva y de emergencia, así como apertura de contenedores de cargas. No se emplean donde la velocidad del aire pueda causar lecturas erróneas, como en asientos lanzables y cápsulas de recuperación.

## Sensores de accionamiento electrónico
- Aviacom Argus
- A.A.D. Vigil / Vigil 2/ Vigil 2+
- Airtec Cypres / Cypres 2
- FXC Astra
- MarS M²
- MarS MPAAD
- SSE Sentinel[2]
- 2MPZ SKIFF

En 1990 la firma alemana Airtec Gmbh. introdujo en el mercado el modelo CYPRES (traducido del inglés: Sistema de Apertura de Paracaídas Cibernético) y revolucionó el paracaidismo deportivo y militar con su gran variedad de modelos, muchos de ellos específicos.
La mayoría de los fabricantes occidentales prefiere aunar un sensor barométrico con otro de velocidad, o tasa de caída. Otros prefieren emplear el barométrico con un cronómetro muy preciso. Sea el que sea empleado como secundario, el elemento principal sigue siendo el sensor de presión atmosférica, de diferencia de presión, de presión relativa, o absoluta. Cada fabricante tiene su nomenclatura, a veces respaldada por una patente, pero se siguen basando en el concepto de Savichev (cambio en el valor de la presión atmosférica).

## Modo de realizar la apertura del contenedor
Dependiendo del modo en que se realiza la apertura del contenedor, los AAD, pueden agruparse en:

## Equipos que seccionan la coca de cierre del contenedor
Se emplea una cuchilla que se mueve dentro de un tubo blindado por medio de un émbolo. En dicho tubo hay dos orificios por los que se introduce la coca de cierre. Al detectar una emergencia, el dispositivo libera los seguros y se transmite un impulso eléctrico a un explosivo de alto poder energético, normalmente Pentrita. Al deflagrar, los gases se expanden, desplazando la cuchilla a gran velocidad, que realiza un corte limpio de la coca de cierre. Simplificando, se dispara un cartucho dentro de un cañón muy corto con el final blindado y sellado para que, ni el proyectil, que actúa de cuchilla, ni los gases de la combustión, escapen.
- Aviacom Argus
- A.A.D. Vigil / Vigil 2 / Vigil 2+
- Airtec CYPRES / CYPRES 2
- FXC Astra
- MarS M²
- MarS MPAAD
- SSE Sentinel Mk2000
- 2MPZ SKIFF

## Equipos que realizan tracción del cable de cierre del contenedor
- FXC 12000 y 12000-25
- FXC 2101
- Irvin FF-2 Hitefinder y FF-2S
- L.J. Engineering AR-2
- L.J. Engineering WAR-2
- 2MPZ ACh-1,2
- 2MPZ AD-3UD
- 2MPZ AD-3U

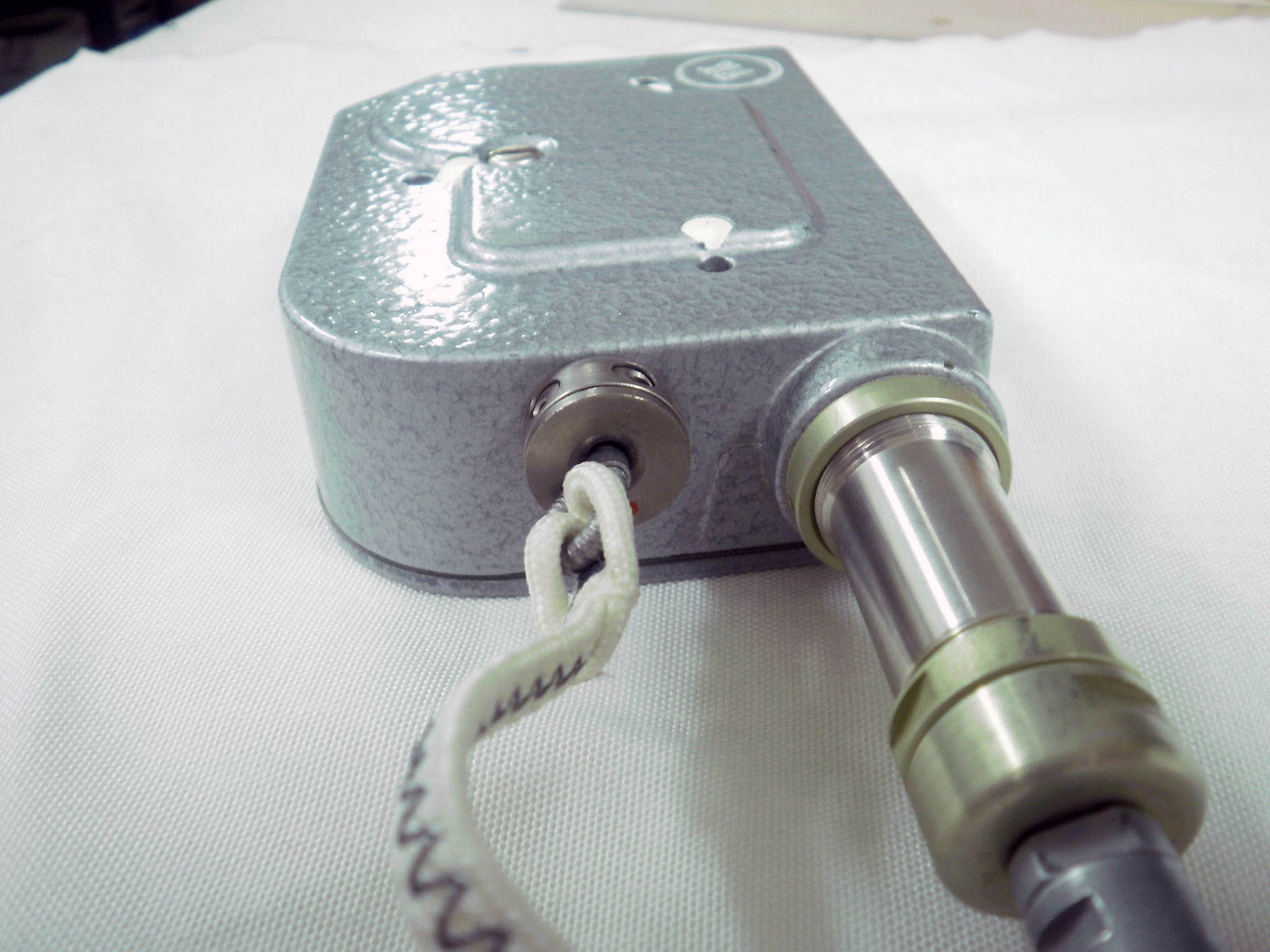
Detalle de una unidad PPK-U-165-A

- 2MPZ KAP-3, KAP-3M, KAP-3P (Y modelos fabricados bajo licencia en Polonia y la antigua Checoslovaquia).
- 2MPZ PPK-U (-165, -240,-277, -405, -424, -575, U-Gr, totalizando 32 modelos).
- 2MPZ PPK-1M

## Equipos que realizan tracción mecánica del cable de cierre del contenedor
Emplea la fuerza de tracción de un resorte para trasladar la posición de la aguja de cierre del contenedor, en el sentido de apertura del mismo. El proceso se realiza una vez el dispositivo ha iniciado la secuencia de activación, han sido liberados los seguros, permitiendo que el resorte, o grupo de ellos, se expanda dentro de su alojamiento guía, provocando con su elongación una tracción del anclaje con la aguja, o cable de cierre del contenedor, realizando la apertura del mismo.

## Equipos que realizan tracción pirotécnica del cable de cierre del contenedor

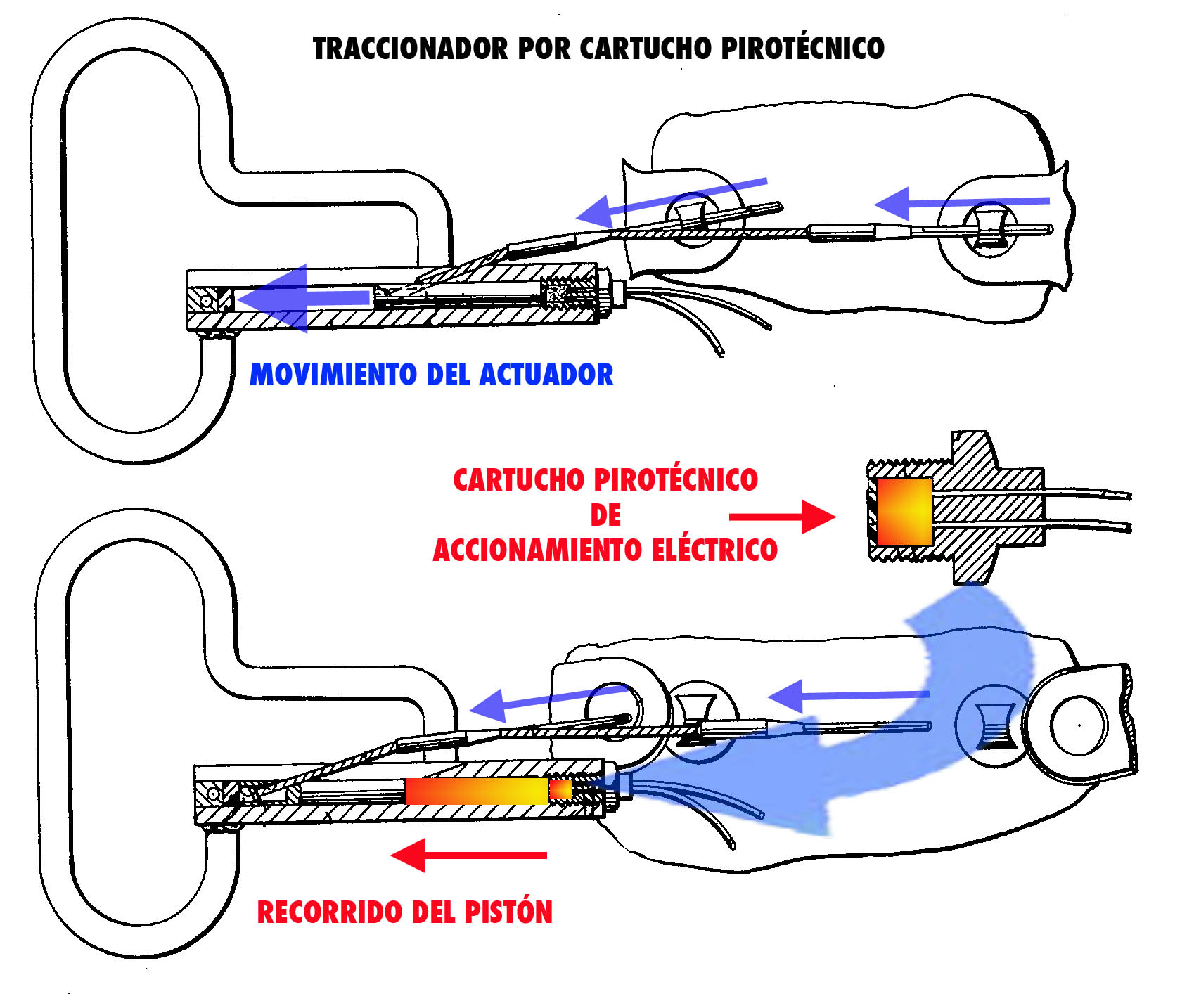
Diagrama de tracción por cartucho pirotécnico empleado por el SSE Sentinel

Se utiliza un cartucho pirotécnico de activación eléctrica con la misma finalidad que la relatada en el apartado anterior. Empleado por el SSE Sentinel, retirado del servicio activo.